# 船堀橋

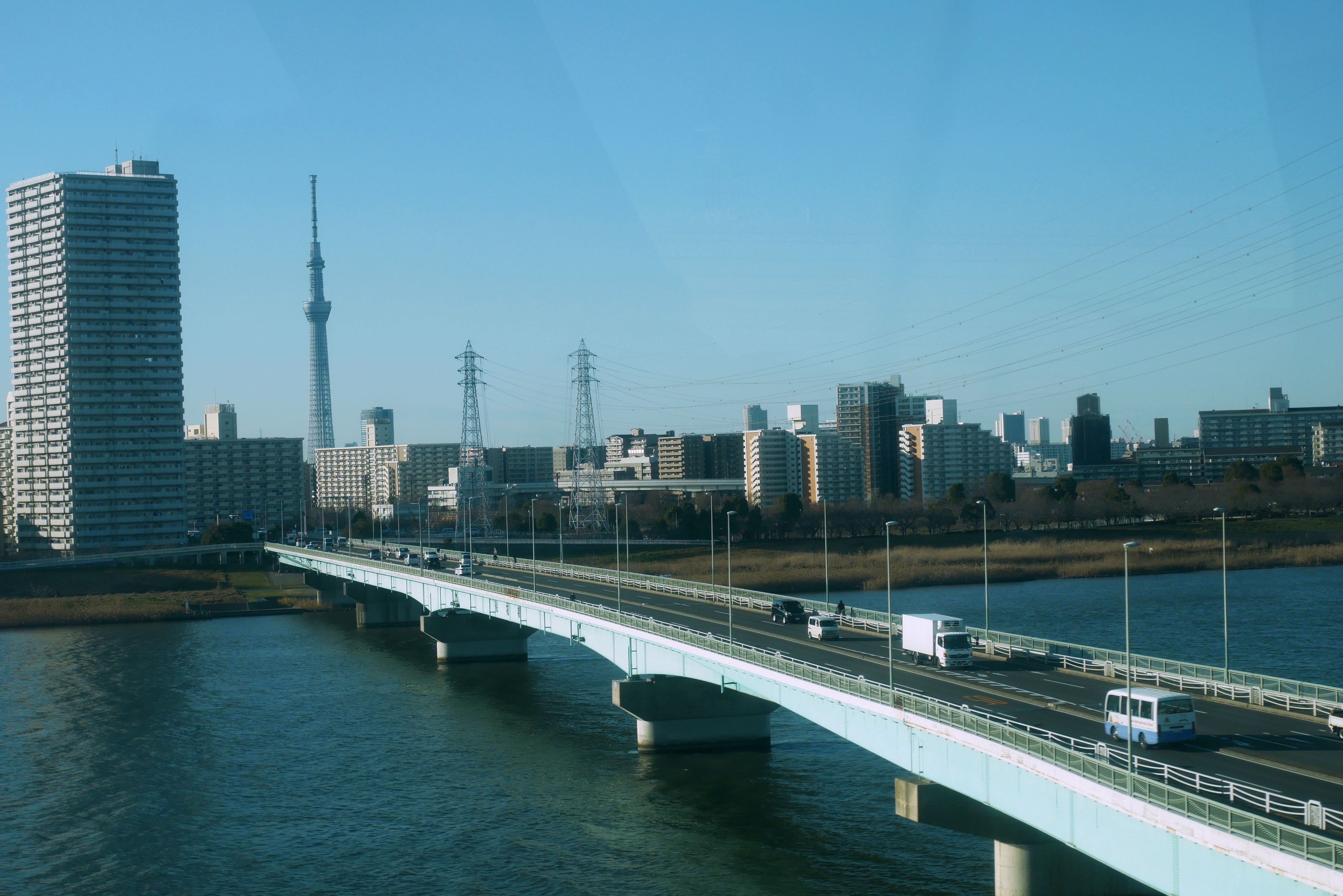
船堀橋

船堀橋（ふなぼりばし）は、荒川（荒川放水路）および中川（放水路）、旧中川にかかる
東京都道・千葉県道50号東京市川線（新大橋通り）の橋である。

## 概要
正式名称は「新船堀橋」。旧船堀橋が現存しないため「船堀橋」と呼ばれる。荒川の河口から3.5 kmの地点に架かる橋で、東岸は江戸川区船堀一丁目と東小松川四丁目を分かち、西岸は中州状になっている江戸川区小松川一丁目を通過し、江東区大島九丁目に至る。下流側で都営地下鉄新宿線荒川橋梁と平行し、江戸川区側で首都高速中央環状線の下をくぐり、同高速船堀橋出入口を構造体に含む。
橋の総延長は1487.4メートルあり、東京都建設局が管理する橋の中では最長の橋で、荒川に架かる橋では上江橋に次いで長い橋である。
橋の総延長の内、荒川渡河区間は524.05メートルで、中川との間に5.5メートルの橋台を挟み、中川渡河区間は169.75メートルである。橋格は一等橋（TL-20）である。上下線の間に幅0.5メートルの中央分離帯がある。橋面は1.5から2.0パーセントの横断勾配が付けられている。右岸側の旧中川を渡る船堀小橋を含む右岸取付橋は半径500メートルの曲線や小松川地区に降りる長さ239.622メートルのランプを有する長さ559.97メートルの単純合成鋼鈑桁橋および単純箱桁橋（一部）の曲線橋である。
また、災害時に防災拠点等に緊急輸送を行なうための、東京都の特定緊急輸送道路に指定されている。
1996年（平成8年）7月4日荒川の河口付近に荒川河口橋が開通したことにより、船堀橋の荒川河口橋開通3ヶ月後の1日当たりの交通量が44,900台から40,800台になり、混雑が緩和された。 

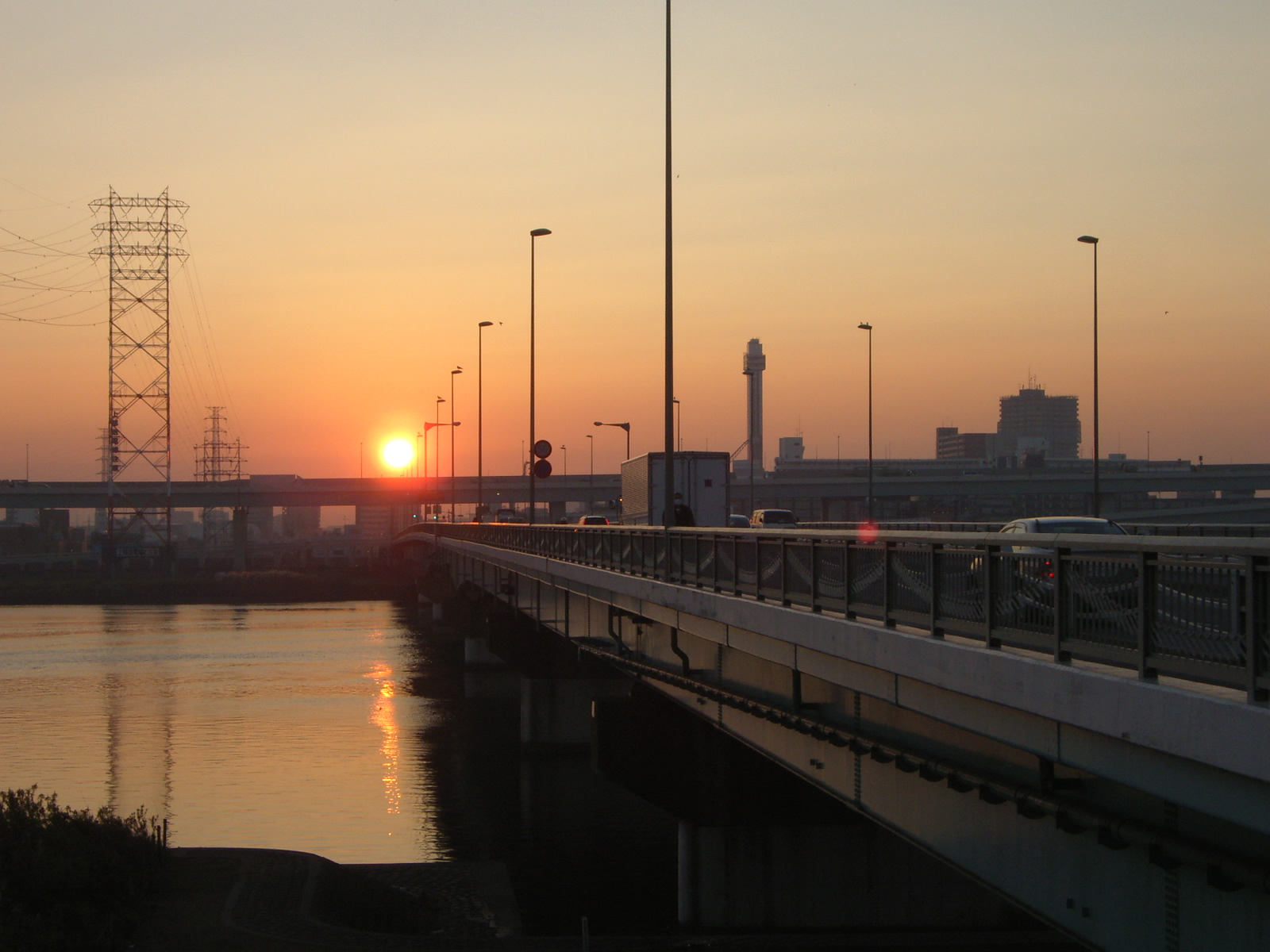
船堀橋と日の出

### 諸元
- 構造形式 - 鋼カンチレバ－箱桁（主径間）[注釈 2]・鋼単純活荷重合成箱桁（側径間）[6]
- 橋長 - 524.0 m（荒川渡河部）[5]
- 総幅員 - 18.7 m[5]
- 有効幅員 - 17.5 m（車道7.25 m × 2、歩道1.5 m × 2、4車線）
- 支間長 - 110.0 m[11]
- 完成 - 1971年（昭和46年）[11]

## 橋の建設
新船堀橋は1969年（昭和44年）12月15日工事に着手され、1971年（昭和46年）3月完工し、同年7月17日に開通している。
また、旧中川を渡る単純合成箱桁橋の右岸取付橋は1949年（昭和44年）7月6日着工され、1970年（昭和45年）12月に完工している
橋の施工は低水路に架かる主径間を日本鋼管（現、JFEスチール）が行ない、側径間は松尾橋梁（現、IHIインフラシステム）が行なった。また、右岸取付橋の方は陸上区間を桜田機械工業（サクラダ）が行ない、旧中川に架かる区間（船堀小橋）を三菱重工業（現、エム・エムブリッジ）が行なった。架設工法はステージング（ベント）工法や手延工法が用いられた。
1990年（平成2年）に橋の一部を幅員27.4メートルにする拡幅工事が行なわれている。

## 旧船堀橋
現在の船堀橋が完成する以前は、400メートルほど下流の陣屋橋通り（船堀商店街）の延長線上であった江戸川区船堀町（現江戸川区船堀二丁目）から江戸川区小松川町（現江戸川区小松川一丁目）を経由して、江東区大島まで木橋が架けられ、1909年（明治42年）12月に開通された木橋の中川大橋に接続していた。これが「旧船堀橋」である。1923年（大正12年）4月21日開通のRC（鉄筋コンクリート）橋脚を持つ木桁橋で、1924年（大正13年）10月通水を開始した荒川放水路の掘削に合わせて作られ、荒川放水路に架かる橋長518メートル、幅員3.6メートルの船堀大橋と、同年3月12日開通した中川（放水路）に架かる橋長141メートル、幅員3.6メートルの船堀小橋からなっていた。
この旧船堀橋は東京都内では最長の木橋で、荒川放水路に最後まで残る木橋でもあった。
旧船堀橋は1950年（昭和25年）12月に橋長517.5メートル、幅員3メートルの木橋形式で架け替えが行なわれ、
船堀小橋の方も同年に橋長140.8メートル、幅員3メートルの木桁橋形式で架け替えが行なわれた。橋面は砂利が敷かれていた。
この旧船堀橋は1966年（昭和41年）10月2日にだるま船が橋に衝突して橋脚が「く」の字に折れ曲がり、橋の中央部14メートルにかけて落橋する事故を起こしていた。
昭和30年代より旧船堀橋は2.0トン重量制限を課していて、同時に午前は西行き（船堀から東大島方面）、午後は東行き（東大島から船堀方面）の一方通行であった。
なお、旧船堀橋撤去後も中川大橋は存続され、1975年（昭和50年）に再架橋されている。

## 周辺
- 大島小松川公園
- 小松川運動公園
- 東大島駅
- 船堀駅
- 江東区立第三大島小学校
- 江戸川区立船堀小学校
- 江戸川区立松江第一中学校
- 東京都立白鷺特別支援学校
- 東大島図書館
- 中川船番所資料館

## 隣の橋
- 荒川・中川

（上流） - 小松川大橋・新小松川大橋 - 荒川大橋 - 船堀橋 - 都営地下鉄新宿線荒川中川橋梁 - 葛西橋 - （下流）
- 旧中川

（上流） - もみじ橋 - さくら橋 - 船堀橋 - 都営地下鉄新宿線旧中川橋梁（東大島駅） - 中川大橋 - （下流）